# Viktor Hájek

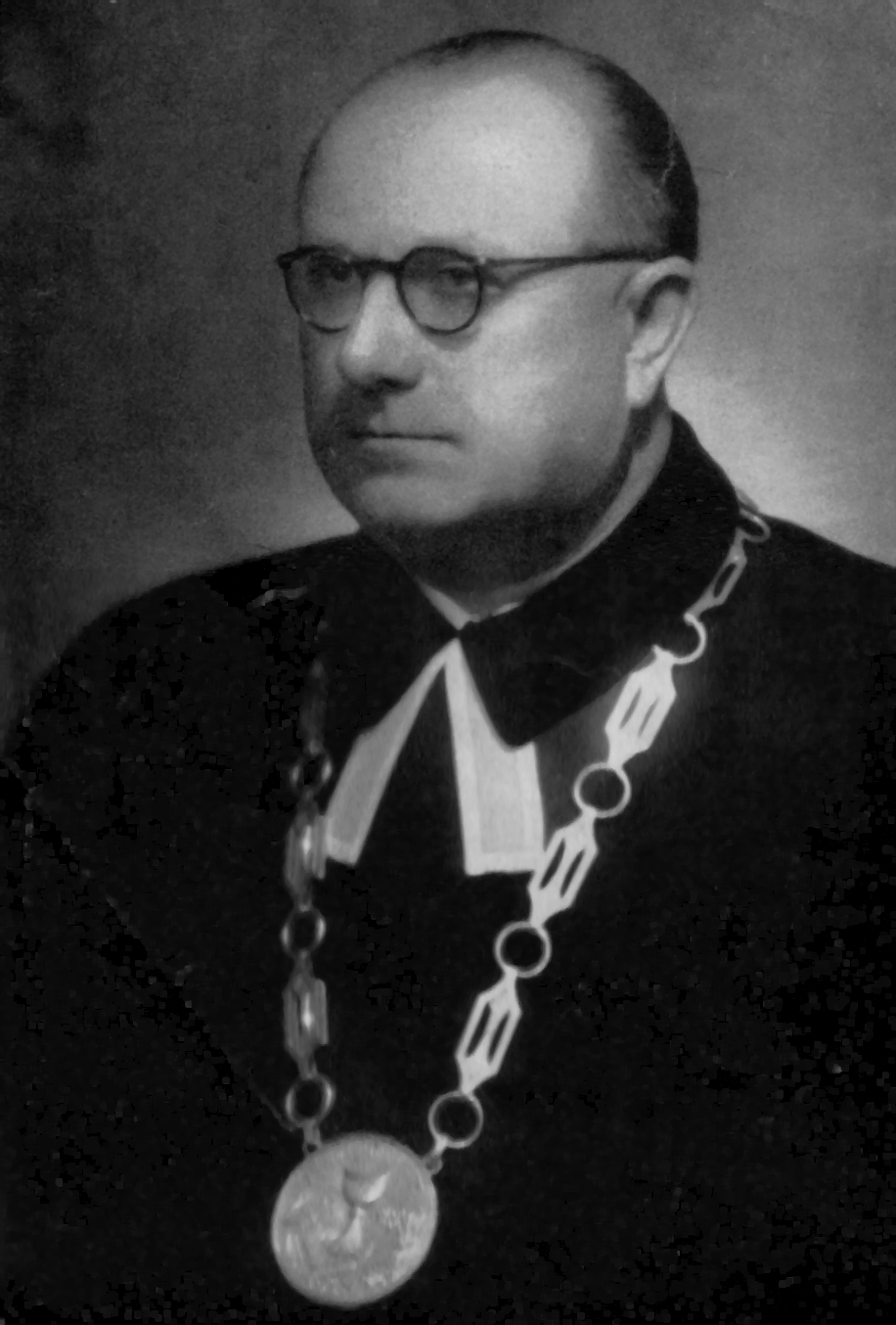
Viktor Hájek

Viktor Hájek (* 15. Juli 1900 in Hustopeče; † 7. März 1968 in Prag) war ein tschechischer Theologe und von 1950 bis 1968 als Synodalsenior der höchste Repräsentant der Evangelischen Kirche der Böhmischen Brüder.

## Leben
Seine Hochschulreife erwarb er in Brünn am 1. Tschechischen Staatlichen Gymnasium. Danach studierte er Geschichte und Philosophie an der Philosophischen Fakultät der Karlsuniversität und wechselte nach einem Jahr an die tschechoslowakische evangelisch-theologische Hus-Fakultät in Prag. Außerdem studierte er ein Semester an der Slowakischen Theologischen Fakultät in Bratislava. Nach seinem Studium im Jahr 1924 ging er mit J. B. Souček an das Westminster College in Cambridge, England. Im Archiv des Pfarrkorps der EKBB Brno II befinden sich Briefe, die er aus Schottland an seinen Vater Ladislav Hajek, Pfarrer in Miroslav, geschrieben hat.
Vom 19. Oktober 1925 war er ein Vikar und vom 12. August 1926 bis 31. Juli 1929 ein Pastor in einer Kirche in Růžďka.
Vom 1. August 1929 bis zum 14. Februar 1950 wurde der Pfarrer in Brünn auf der Grundlage seiner erfolgreich verteidigten Dissertation Die Dogmatik von Petr Chelčický am 11. März 1930 an der HČEFB zum Doktor der Theologie promoviert. Zwischen 1940 und 1947 war er Senior des Brünner Seniorats. Von 1929 bis 1948 lehrte er am Gymnasium in der Klasse von Hauptmann Jaroš evangelische Religionslehre.
Vom 1. Februar 1947 bis 14. Februar 1950 war er der Stellvertreter des Synoden-Seniors. Vom 14. Februar 1950 bis 7. März 1968 leitete er eine Synode in Prag.
Hájek war seit 1958 Präsident der Christlichen Friedenskonferenz. Auch in ihre Fortsetzungsausschüsse wurde er gewählt.
Er heiratete Klára Hajtšová (1904–1973), mit der er zwei Kinder hatte.

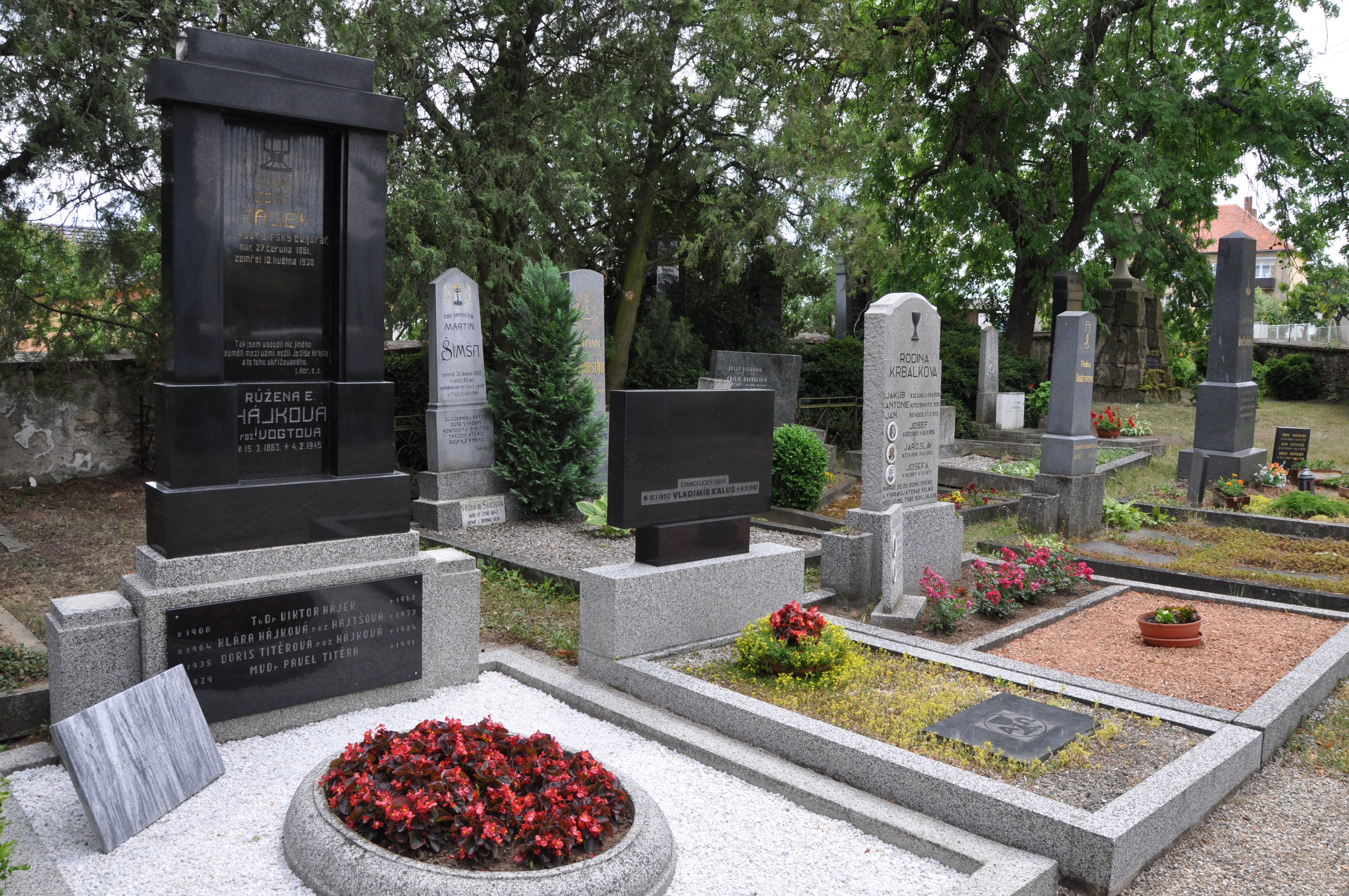
Grab

Bei Begräbnis am 15. März 1968 sprach Václav Kejř über die Worte des Apostels Paulus „Durch die Gnade Gottes bin ich, was ich bin“. In den Pfarrgräbern von Miroslav fand Viktor Hájek seine letzte Ruhestätte.

## Veröffentlichungen
- Petr Chelčický, Bratislava 1929
- Bible Kralická, im Radio, Brünn 1930
- Er ist von den Toten auferstanden und zum Himmel aufgefahren, Brünn 1931
- Heřman z Tardy, Brünn, 1932
- Katechismus der christliche Lehre, Brünn 1932
- Disziplin in der Einheit der Brüder, Brünn 1934
- Jsme ještě lidem kalicha? V Brně : Štaršovstvo Českobratrského evangelického sboru, 1941
- Welcher Theologe braucht die Kirche, Evangelický kalendář, Praha 1959, 2008
- Biblische Geschichte, 1959 Prag, Kalich